# Кокуй (напиток)
Коку́й (исп. Cocuy) — традиционный алкогольный напиток Венесуэлы. Производится практически во всех странах карибского бассейна из стебля агавы. В чистом виде представляет собой прозрачную жидкость. В процессе приготовления может приобрести лёгкий зеленоватый или желтоватый оттенок.

## Содержание спирта
Содержание спирта в кокуе составляет, как правило, от 50 % до 56 % по объёму.

## Употребление
Благодаря насыщенному, но мягкому вкусу, а также крепости и достаточно специфичному аромату часто используется при приготовлении алкогольных коктейлей.